# Sân bay Shannon
Sân bay Shannon, (tiếng Ireland: Aerfort na Sionainne) (IATA: SNN, ICAO: EINN) là một trong ba sân bay hàng đầu Cộng hòa Ireland, cùng với Dublin và Cork. Năm 2010, sân bay này đã phục vụ khoảng 1.750.000 lượt khách, là sân bay có số lượng khách thứ 3 ở Cộng hòa Ireland sau Dublin và Cork, và là sân bay bận rộn thứ 5 ở đảo Ireland sau Dublin, Belfast-quốc tế, Belfast City và Cork. Sân bay này tọa lạc ở Shannon, hạt Clare và chủ yếu phục vụ Limerick, Ennis, Galway và tây nam Ireland. Cơ quan biên cảnh Hoa Kỳ có dịch vụ nhập cảnh trước tại sân bay này cho hành khách đi đến Hoa Kỳ, Dublin là một trong hai sân bay châu Âu với thiết bị này, cùng với sân bay Dublin.

## Hãng hàng không và tuyến bay

### Vận chuyển hành khách
Vận chuyển khách
'Ghi chú: † hãng thuê bao và điểm đến của hãng thuê bao
| Hãng hàng không                            | Các điểm đến |
| ------------------------------------------ | --- |
| Aer Lingus                                 | London-Heathrow Theo mùa: Boston, New York-JFK |
| Aer Lingus Regional vận hành bởi Aer Arann | Birmingham, Bristol, Edinburgh, Manchester |
| Air Transat                                | Theo mùa: Toronto-Pearson |
| Delta Air Lines                            | Seasonal: New York-JFK |
| Germania Airline †                         | Theo mùa: Faro [bắt đầu từ 20/5/2012] |
| Helvetic Airways †                         | Theo mùa: Zürich |
| Onur Air †                                 | Theo mùa: İzmir |
| Ryanair                                    | Gran Canaria [ngừng từ 14/3/2012], Lanzarote, Liverpool, London-Gatwick, London-Stansted, Wrocław Theo mùa: Málaga, Nantes, Palma de Mallorca, Tenerife-South |
| Thomson Airways                            | Lanzarote Theo mùa: Palma de Mallorca |
| United Airlines                            | Newark |

### Hàng hóa
| Hãng hàng không                       | Các điểm đến                  |
| ------------------------------------- | ----------------------------- |
| DHL operated by Bluebird Cargo        | East Midlands                 |
| Fedex operated by Air Contractors     | Cork, Paris-Charles de Gaulle |
| UPS operated by Star Air (Maersk Air) | Dublin, Cologne-Bonn          |